# Pseudosermyle tolteca
Pseudosermyle tolteca är en insektsart som först beskrevs av Henri Saussure 1859.  Pseudosermyle tolteca ingår i släktet Pseudosermyle och familjen Diapheromeridae. Inga underarter finns listade i Catalogue of Life.